# Ronaldinho (sambista)
Ronaldo da Silva Santos, mais conhecido como Ronaldinho, (Rio de Janeiro, 5 de setembro de 1958) é um compositor, cantor e instrumentista brasileiro.
Foi banjoista do grupo Fundo de Quintal substituindo Arlindo Cruz, diferentemente de Arlindo Cruz que tinha um estilo proprio e diferente de tocar banjo com repicadas, Ronaldinho toca banjo igual se toca cavaco. 
Notabilizou-se na cena artística brasileira como músico de samba, tendo começado sua trajetória como cavaquinista do Grupo Raça, com o qual gravou os dois primeiros álbuns de estúdio do conjunto.
Após Arlindo Cruz deixar o Fundo de Quintal para seguir carreira solo, Ronaldinho aceitou o convite para integrar o  tradicional grupo de samba formado no Cacique de Ramos. Assumindo o banjo, estreou no LP "A Batucada dos Nossos Tantãs", de 1993. Em 2017, ele anunciou sua saída do grupo.